# Tamba andrica
Tamba andrica är en fjärilsart som beskrevs av Louis Beethoven Prout 1932. Tamba andrica ingår i släktet Tamba
 och familjen nattflyn. Inga underarter finns listade i Catalogue of Life.